# Тимотиевич, Иван Иванович
Иван Иванович Тимотиевич (22 ноября 1893,  Одесса, Херсонская губерния,  Российская империя —  4 июля 1980,  Одесса,  УССР, СССР) — советский военачальник, генерал-лейтенант артиллерии  (13.09.1944).

## Биография
Родился 22 ноября 1893 года в городе Одесса в семье дьякона Одесского Свято–Преображенского кафедрального собора. В 1913 году  окончил общий курс Одесской духовной семинарии.

### Военная служба
В Русской Армии с июня 1914 года на правах вольноопределяющегося  был зачислен в артиллерийский дивизион 4-й стрелковой бригады в городе Одесса.

#### Первая мировая война
С началом  войны в августе 1914 года был зачислен в Сергиевское артиллерийское училище (г. Одесса). После окончания ускоренного курса в мае 1915 года произведен в прапорщики артиллерии и направлен на Кавказский фронт. По прибытии на место был назначен командиром взвода Карсской крепостной артиллерии. С мая 1916 года проходил службу командиром роты в Эрзерумской крепостной артиллерии в звании подпоручика. С мая 1917 года командовал 3-й батареей Отдельного Кавказского запасного конно-горного артиллерийского дивизиона, который дислоцировался в Тифлисе и городе Темир-Хан-Шура.

#### Гражданская война
С ноября 1917 года  состоял в Темир-Хан-Шуранском отряде Красной гвардии. Участвовал с ним в боях с отрядами восставших на Дону казаков. В апреле 1918 года сформировал 1-ю советскую конно-горную батарею, одновременно исполняя обязанности начальника артиллерии Советского Дагестана. В этих должностях принимал участие в боях с вооруженными формированиями Н. Гоцинского в Дагестане, а также против частей Дикой дивизии. В конце сентября 1918 года войсковые части Советского Дагестана были разбиты. Около 10 дней  Тимотиевич скрывался в городе Порт-Петровск от отрядов полковника Л. Ф. Бичерахова (Темир-Хан-Шуринская офицерская сотня), будучи заочно ими приговорен к расстрелу. При наступлении турецкой армии и захвате ими города эвакуирован с беженцами в Персию в порт Энзели. В конце декабря направлен Красным Крестом в город Баку. В апреле 1919 года пробрался в города Темир-Хан-Шура и находился там на нелегальной работе. При разгроме в мае Темир-Хан-Шуринской подпольной организации пробрался в Армению, где в июне вступил в Камарлинский отряд войск Республики Армения (с ноября 1920 г. - Армянской ССР). С декабря 1920 года служил в отдельном армянском артиллерийской дивизионе, исполняя должности завхоза батареи, помощника командира и командира легкой батареи. Участвовал в подавлении восстания дашнаков и ликвидации бандитизма на территории Армении. В 1921 году за боевые подвиги в период Гражданской войны Центральным исполнительным Комитетом Совета рабоче-крестьянских и красноармейских депутатов Армении был награжден орденом Красного Знамени Армянской ССР (№ 24). В этом же году был ранен.

#### Межвоенные годы
С января 1922 года, после вхождения войск Республики Армения в состав Красной армии,  Тимотиевич проходил службу командиром взвода и батареи в Одесской артиллерийской школе. С октября 1925 года командовал дивизионом в 51-м артиллерийском полку в городе Одесса. С апреля 1929 года был помощником командира 8-го корпусного артиллерийского полка в городе Радомысль. Член ВКП(б) с 1930 года.  С мая 1932 года исполнял должность начальника артиллерийского полигона 8-го стрелкового корпуса УВО в городе Житомир. В декабре 1932 года переведен на должность командира дивизиона в Харьковской школе червонных старшин. С апреля 1935 года  служил командиром 26-го конного артиллерийского полка. В 1936 году  был награжден золотыми часами НКО СССР за боевую подготовку. С февраля  1938 года занимал должность инструктора 2-й Киевской Артиллерийской Школы. С июля 1938 года – старший инструктор Пензенского артиллерийского училища, а с декабря 1939 года -  начальником курса батареи того же училища. С мая 1940 года - начальник артиллерии 154-й стрелковой дивизии Приволжского военного округа.

#### Великая Отечественная война
В начале войны в той же должности.  В конце июня в составе 21-й армии форсированным маршем дивизия выходит в р-н города Гомель, где подготавливает оборонительную полосу по восточному берегу реки Сож. 8 июля дивизия в составе 63 СК находится в р-не города Речица, где производит оборонительные работы по восточному берегу Днепр. 12 июля дивизия форсированным маршем выходит в район города Жлобин. 13 июля начинает форсировать Днепр в полосе Лебедевка, Жлобин. В бой с ними вступили две подошедшие пехотные дивизии 53-го немецкого армейского корпуса. В августе дивизия попала в окружение в районе Жлобина. После короткого, но мощного артиллерийского обстрела противника организованного Тимотиевичем  дивизия начала прорыв из окружения. Атака застала противника врасплох, и части дивизии, легко прорвав кольцо вражеского окружения, быстро двинулись вперед. В населенном пункте Губич был разгромлен штаб 134-й пехотной дивизии противника и захвачены в шести портфелях ее боевые документы. В дальнейшем части дивизии прорвавшиеся из Жлобина обороняли Гомель. 
В конце августа 1941 года  дивизия была выведена на восстановление в район 12-15 км западнее города Брянска.  После доукомплектования дивизии ей была поставлена задача занять, оборону фронтом на восток, и по западному берегу реки Десна прикрыть город Брянск, и тылы 50-й армии.
С ноября 1941 года - командир Трелуллевской артиллерийской группы. С апреля 1942 года- начальник штаба артиллерии 3-й армии Брянского фронта, а с июля того же года заместитель начальника артиллерии той же армии, которая оборонялась по реке Зуша восточнее Орла. С ноября 1942 года - командир 5-й артиллерийской дивизии прорыва Брянского фронта. С февраля 1943 года  - начальник  артиллерии 48-й армии.  В этом же месяце армия перешла в наступление в направлении Малоархангельска; к 23 февраля вышла на рубеж юго-западнее Новосиль, севернее Малоархангельска. С 13 марта армия переподчинена Центральному фронту 2-го формирования, в составе которого летом и осенью 1943 г. участвовала в сражении на северном фасе Курской дуги, затем в Орловской стратегической наступательной операции «Кутузов», освобождении Левобережной Украины (Черниговско-Припятская операция) и юго-западной части Брянской области. Продолжая развивать наступление на гомельском направлении, войска  армии  полностью очистили от противника левый берег р. Сож и форсировали её южнее Гомеля, завязали бои за город. С 20 октября 1943 года армия входила в состав войск Белорусского (с 24 февраля 1944 г. 1-го Белорусского) фронта и до конца первой декады ноября вела бои за расширение и удержание плацдарма на правом берегу р. Сож. С 19 ноября участвовала в Гомельско-Речицкой наступательной операции. В начале 1944 года армия проводила частную операцию на Бобруйском направлении, в ходе которой улучшила своё положение. С 5 апреля переподчинена Белорусскому фронту (2-го формирования), 16 апреля вошла в состав 1-го Белорусского фронта (2-го формирования). Успешно действовала армия в ходе проведения Белорусской стратегической операции. Наступая на Бобруйском направлении, овладела городом Жлобин (26 июня), а затем  разгромила группировку противника, окружённую в районе Бобруйска, и 29 июня освободила этот город. Продолжая наступление на Барановичско-Брестском направлении, 48-я армия во взаимодействии с 65-й и 28-й армиями в ходе трёхдневных боёв разгромила группировку противника в районе г. Барановичи и к концу июля вышла в район южнее Суража. Затем, в августе 1944 года армия прошла с боями около 150 км. В конце августа — начале сентября армия во время Ломжа-Ружанской наступательной операции к 4 сентября вышла на реку Нарев на рубеже Ружаны, Пултуск и первой форсировала её, создав Ружанский плацдарм. С 21 сентября 1944 г. включена во 2-й Белорусский фронт. В 1945 году армия в составе войск 2-го Белорусского, с 11 февраля 3-го Белорусского фронтов участвовала в Восточно-Прусской стратегической операции, в ходе которой её соединения 25 марта вышли к заливу Фришес-Хафф (Висленский), где перешли к обороне. С 1 по 5 мая вела наступательные действия на Балтийском побережье. За умелое планирование  и успешное применение артиллерии в боевых операциях  Тимотиевич  был награждён  четырьмя полководческими орденами.
За время войны генерал Тимотиевич был 6 раз персонально упомянут в благодарственных в приказах Верховного Главнокомандующего.

#### Послевоенное время
После окончания войны генерал-лейтенант артиллерии  Тимотиевич в прежней должности.  С июля 1945 года - командующий артиллерии  Казанского военного округа. В апреле 1946 года  был назначен начальником Одесского артиллерийского училища имени М. В. Фрунзе, которое он восстанавливал после войны, много энергии и сил отдал  организации учебного процесса, используя опыт Великой Отечественной войны, создавал учебно-материальную базу. При нём в училище вводится новый профиль подготовки курсантов–радиолокация. За успешную работу награждён орденом Красной Звезды. Принимал активное участие в партийной и общественной работе города Одессы, был участником районных, городских и областных партийных конференций, депутатом городского совета депутатов трудящихся нескольких созывов.
20 ноября 1954 года  генерал-лейтенант артиллерии  Тимотиевич был уволен в отставку. Проживал в Одессе. Умер  4 июля 1980 года. Похоронен на Таировском кладбище Одессы.

## Награды
СССР
- орден Ленина (21.02.1945)[4][5]
- четыре ордена Красного Знамени (24.01.1943[6], 03.11.1944[5][7], 15.11.1950[5][8], 28.10.1967[9])
- орден Кутузова I степени (10.04.1945)[10]
- два ордена Суворова II степени (08.09.1943[11], 16.09.1943[12])
- орден Кутузова II степени (23.07.1944)[13]
- орден Отечественной войны I степени  (10.05.1943)[14]
- орден Красной Звезды
  - медали в том числе:
  - «XX лет Рабоче-Крестьянской Красной Армии» (1938)[6]
  - «За победу над Германией в Великой Отечественной войне 1941—1945 гг.» (1945)[15]
  - «За взятие Кёнигсберга» (1945)[15]
  - «Ветеран Вооружённых Сил СССР» (1976)

Армянская ССР
- орден Красного Знамени Армянской ССР

1. За форсирование реки Друть севернее города Рогачёв, прорыв сильной, глубоко эшелонированную обороны противника на фронте протяжением 30 километров и захват более 100 населенных пунктов, среди которых Ректа, Озеране, Веричев, Заполье, Заболотье, Кнышевичи, Моисеевка, Мушичи, а также блокирование железной дороги Бобруйск — Лунинец в районе ст. Мошна, Черные Броды. 25 июня 1944 года. № 118.
2. За переход  в наступление на двух плацдармах на западном берегу реки Нарев, севернее Варшавы, прорыв глубоко эшелонированной обороны противника и овладение  сильными опорными пунктами обороны немцев городами Макув, Пултуск, Цеханув, Нове-Място, Насельск. 17 января 1945 года.  № 224.
3. За овладение штурмом городом Пшасныш (Прасныш), городом и крепостью Модлин (Новогеоргиевск) — важными узлами коммуникаций и опорными пунктами обороны немцев. 18 января 1945 года. № 226.
4. За прорыв сильно укрепленной обороны немцев на южной границе Восточной Пруссии, вторглись в её пределы и овладение городами Найденбург, Танненберг, Едвабно и Аллендорф — важными опорными пунктами обороны немцев. 21 января 1945 года. № 239.
5. За прорыв сильно укрепленной оборону немцев на южной границе Восточной Пруссии, вторглись в её пределы и овладение городами Найденбург, Танненберг, Едвабно и Аллендорф — важными опорными пунктами обороны немцев. 21 января 1945 года. № 239.
6. За завершение ликвидации окруженной восточно-прусской группы немецких войск юго-западнее Кёнигсберга. 29 марта 1945 года. № 317.